# Гордиев възел
Гордиевият възел е синоним за на пръв поглед неразрешим проблем, който може да бъде решен с неконвенционално и енергично действие.
Наречен е така на името на фригийския цар Гордий, който завързва в много сложен възел ока на колата си. Според легендата, когато фригите трябвало да изберат цар, попитали оракул кой да бъде той. Оракулът предсказал да изберат първия, когото срещнат по пътя към храма на Зевс, качен на кола с впрегнати волове, и с орел кацнал на колата. Те срещнали обикновения земеделец Гордий и го провъзгласили за цар. Гордий дарил колесницата, която променила съдбата му, в храма на Зевс и я завързал със сложния възел. Оракулско предсказание вещаело, че който успее да развърже възела, ще стане владетел на Азия.
През 333 г. пр.н.е. Александър Велики, като не могъл да развърже гордиевия възел, ядосан го разсякъл с меча си, защото не можел да си представи, че той няма да е владетелят на Азия.

### Разсичам гордиевия възел
Значение: Разрешавам крайно заплетена, трудно разрешима задача, намирам изход от крайно сложно положение